# Sambuyan
Sambuyan (eller Sambouya; 13°12'30.0"N 16°45'33.0"W) er en landsby i Kombo South, West Coast Division, som ligger nær Atlanterhavskysten i det sydvestlige Gambia i Vestafrika. Landsbyen havde i 2016 ca. 2500 indbyggere. Landsbyen har ikke elektricitet, og mange huse er opført af lerklinede sten, og nogle har kun tag af palmeblade. Et privat dansk initiativ har bygget og driver en skole i Sambuyan.

## Sambuyan village friends
Landsbyen Sambuyan er tæt knyttet til Sambuyan Village Friends (SVF-Skagenskole), som er en frivillig forening, der blev stiftet den 22. september 2009 på privat initiativ af Arne Holm fra Skagen i Danmark, der ved et tilfælde havde besøgt landsbyen på en turistrejse til Gambia. SVF-Skagenskolens formål er at hjælpe børn af fattige forældre i Gambia til en uddannelse via hjælp til selvhjælp.
Med donationer fra private og virksomheder i Skagen blev der bygget en ny skole i Samboyan for børn, der ellers aldrig ville have kommet i skole. På skolen i Sambuyan var der ved årsskiftet 2018 ca. 120 elever i Nursery skole (4-7 år) og ca. 600 elever i Basic Cycle School (1.– 9. klasse). I alt ca. 720 elever, som alle var sponseret via SVF-Skagenskolen. Der er desuden givet støtte og hjælp til en lang række øvrige projekter i landsbyen.

## Offentlig støtte
SVF-Skagenskole er på SKATs liste over almenvelgørende eller på anden måde almennyttige foreninger.
SVF-Skagenskole har bl.a. modtaget støtte fra Kulturministeriets andel af udlodningsmidler (tidligere tips- og lottomidler) til humanitære, velgørende og andre almennyttige formål i 2012, 2014, 2015,] 2016,2017,, det af Udenrigsministeriet støttede Genbrug til Syd initiativ, der er en del af den danske udviklingsbistand og den danske støtte til civilsamfundet i udviklingslande (siden 2009), samt Villum Fonden i 2020.
region:Gm 13°12′30″N 16°45′33″V / 13.20833°N 16.75917°V